# Liste von Schädlingen und Lästlingen im Haushalt
Die Liste von Schädlingen und Lästlingen im Haushalt stellt verschiedene Schädlinge, Lästlinge und Parasiten in mitteleuropäischen Haushalten vor, ohne Anspruch auf Vollständigkeit zu erheben. Der Schwerpunkt liegt auf Tierarten, darunter einheimische Tierarten und auch einige Neozoen. Sie sind Gegenstand der Schädlingsbekämpfung. Genannt werden auch einige Schädlinge, die Topfpflanzen befallen.

## Liste

### Vorratsschädlinge
| Name und Pseudonyme                                      | Wissenschaftlicher Name   | Beschreibung | Abbildung(en) |
| -------------------------------------------------------- | ------------------------- | --- | ------------- |
| Gemeiner Speckkäfer                                      | Dermestes lardarius       | Käfer und Larven ernähren sich von verschiedensten organischen Stoffen, wie z. B. Wolle, Textilien, Vorräten, tierischen Überresten usw. |               |
| Deutsche Schabe                                          | Blattella germanica       | Käfer ernährt sich von Vorräten und kann dadurch Krankheitserreger verbreiten.                                                           |               |
| Gemeine Küchenschabe, Orientalische Schabe, Bäckerschabe | Blatta orientalis         | Sehr häufige Vorfund in Küchen (ernährt sich bevorzugt von Stärkereichem Essen.)                                                         |               |
| Amerikanische Großschabe                                 | Periplaneta americana     | |               |
| Dörrobstmotte                                            | Plodia interpunctella     | |               |
| Mehlmotte                                                | Ephestia kuehniella       | |               |
| Speisebohnenkäfer                                        | Acanthoscelides obtectus  | |               |
| Brotkäfer                                                | Stegobium paniceum        | |               |
| Getreideplattkäfer                                       | Oryzaephilus surinamensis | Befällt Getreide, Mehl und Nüsse. |               |
| Reiskäfer                                                | Sitophilus oryzae         | Befällt Reis, Mais, Weizen und anderes Getreide.                                                                                         |               |
| Rotbrauner Reismehlkäfer                                 | Tribolium castaneum       | Befällt Getreidearten und deren Erzeugnisse sowie Erbsen, Bohnen, Sämereien, Rosinen, Kakao, Sonnenblumenkerne, Erdnüsse usw.            |               |
| Reismotte                                                | Corcyra cephalonica       | Befällt insbesondere Reis und andere Getreide, Mahlprodukte, Kakaokerne und -produkte, Nüsse, Trockenobst, Leguminosensamen.             |               |

### Materialschädlinge
| Name und Pseudonyme          | Wissenschaftlicher Name | Beschreibung                                                                        | Abbildung(en) |
| ---------------------------- | ----------------------- | ----------------------------------------------------------------------------------- | ------------- |
| Kleidermotte                 | Tineola bisselliella    |                                                                                     |               |
| Gemeiner Nagekäfer, Holzwurm | Anobium punctatum       | Beschädigt Möbel, Kunstobjekte, Musikinstrumente und Gebrauchsgegenstände aus Holz. |               |
| Teppichkäfer                 | Anthrenus scrophulariae |                                                                                     |               |
| Buckelkäfer, Kugelkäfer      | Gibbium psylloides      | Befällt Holz, Textilien, Lebensmittel.                                              |               |

### Hygieneschädlinge
| Name und Pseudonyme | Wissenschaftlicher Name                                                                                                   | Beschreibung | Abbildung(en) |
| ------------------- | --- | --- | ------------- |
| Bettwanze           | Cimex lectularius | |               |
| Menschenfloh        | Pulex irritans | Dieser weltweit vorkommende Floh findet sich neben dem Menschen auf vielen Wirten, insbesondere auf Füchsen. Er ist mit 3,5 – 5 mm vergleichsweise groß. Er ist Überträger zahlreicher Krankheitserreger und des Bandwurms Dipylidium caninum. |               |
| Kopflaus            | Pediculus humanus capitis                                                                                                 | |               |
| Hausstaubmilben     | Gattung Dermatophagoides, insbesondere Dermatophagoides pteronyssinus, aber auch D. farinae, D. microceras und D. siboney | Löst Allergien aus. |               |

### Pflanzenschädlinge
| Name und Pseudonyme                       | Wissenschaftlicher Name           | Beschreibung | Abbildung(en) |
| ----------------------------------------- | --------------------------------- | ------------ | ------------- |
| Trauermücken                              | insbesondere Sciara hemerobioides |              |               |
| Gewächshausmottenschildlaus, Weiße Fliege | Trialeurodes vaporariorum         |              |               |

### Lästlinge
| Name und Pseudonyme | Wissenschaftlicher Name | Beschreibung                                  | Abbildung(en) |
| ------------------- | ----------------------- | --------------------------------------------- | ------------- |
| Silberfischchen     | Lepisma saccharina      | Frisst Schimmelpilze und Hausstaubmilben      |               |
| Ofenfischchen       | Thermobia domestica     | Befällt gelegentlich Papier (Archivbestände). |               |